# Fábrica de Loiça de Sacavém

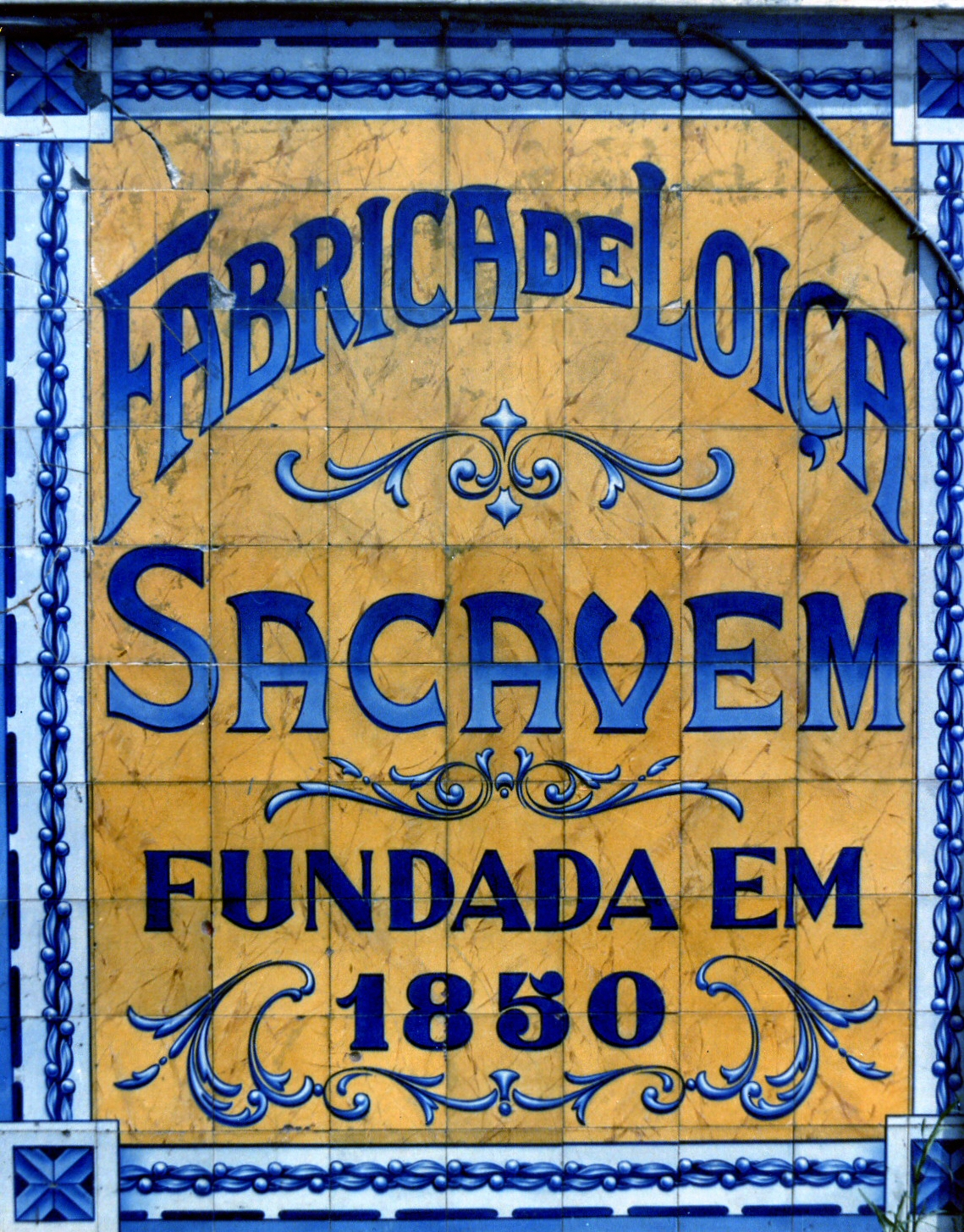
Painel de azulejos colocado à entrada da antiga Fábrica de Loiça de Sacavém.

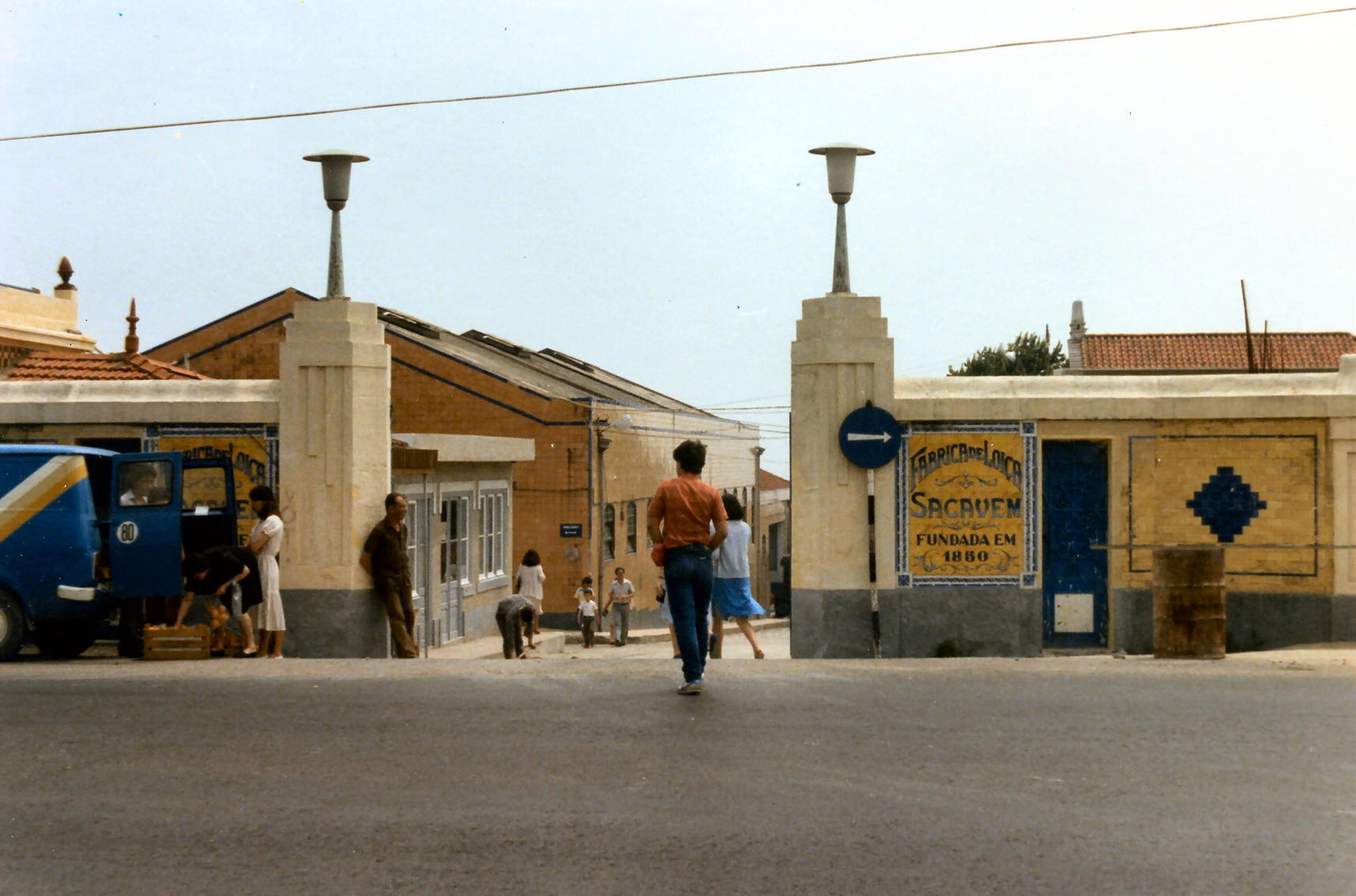
Entrada da Fábrica de Loiça, defronte da Estrada Nacional 10.

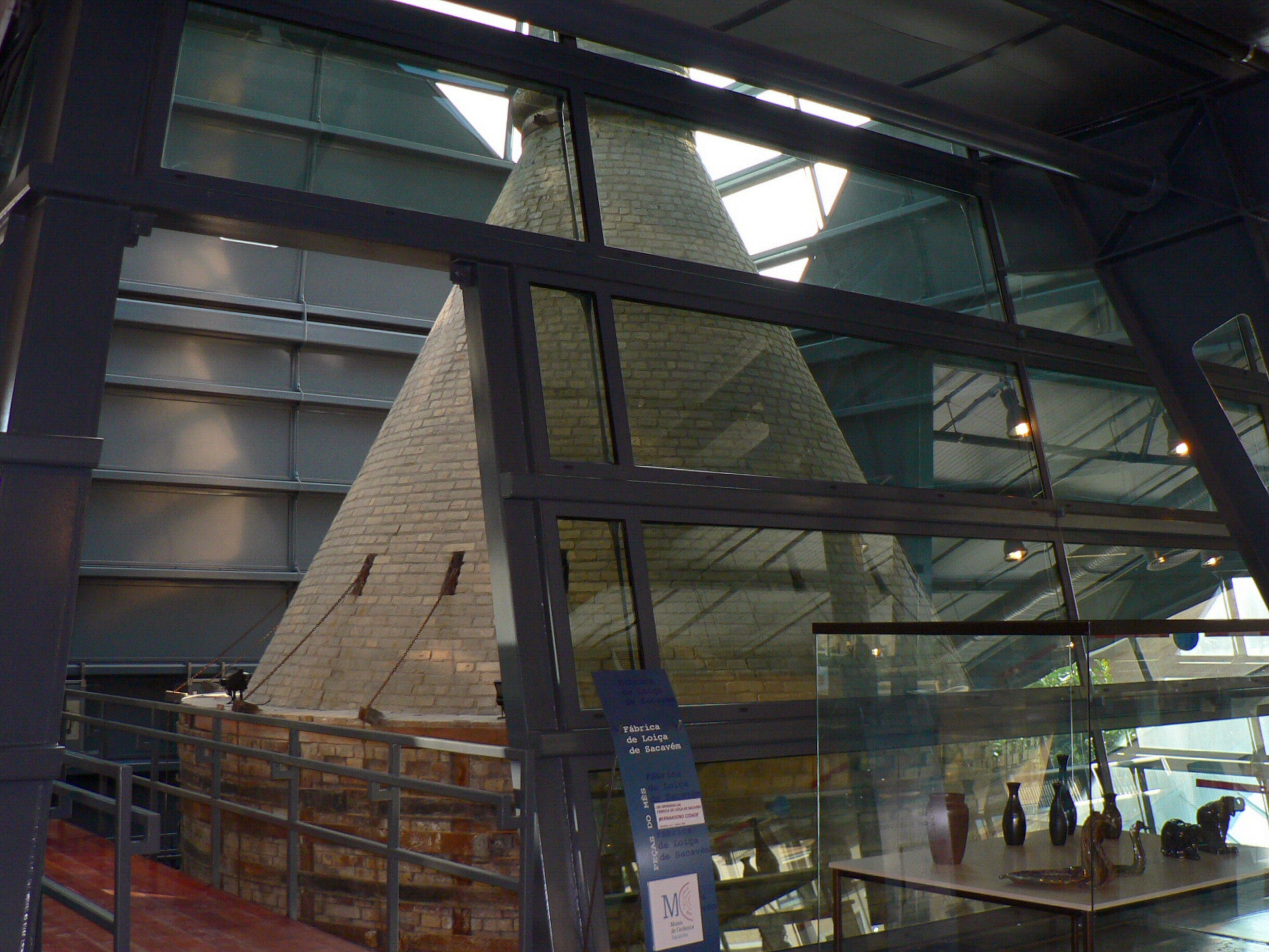
O antigo Forno n.º 18, em torno do qual se estruturou o actual Museu de Cerâmica de Sacavém.

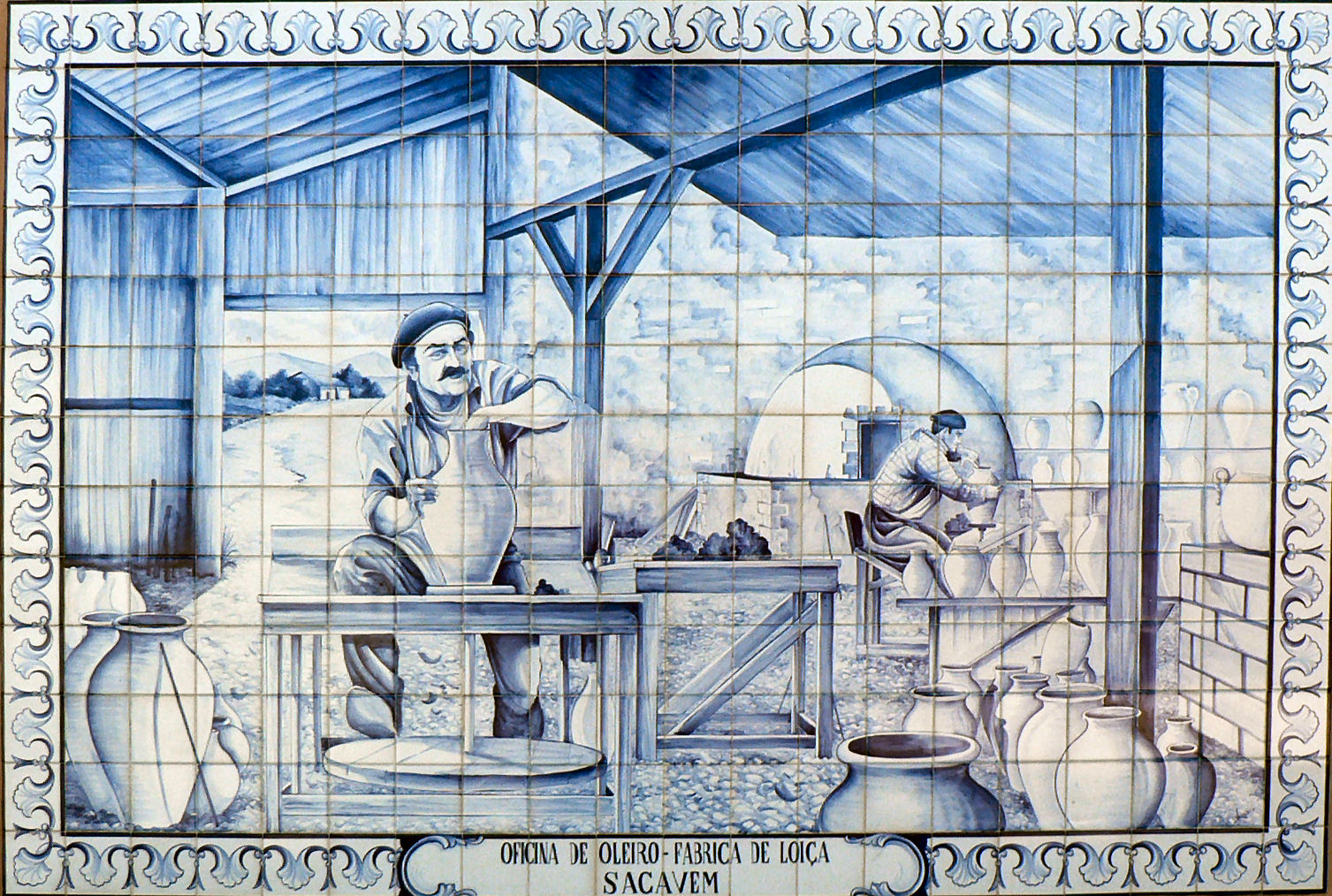
Oficina de oleiro na Fábrica de Loiça de Sacavém. Painel de azulejos patente na Quinta de São José, em Sacavém.

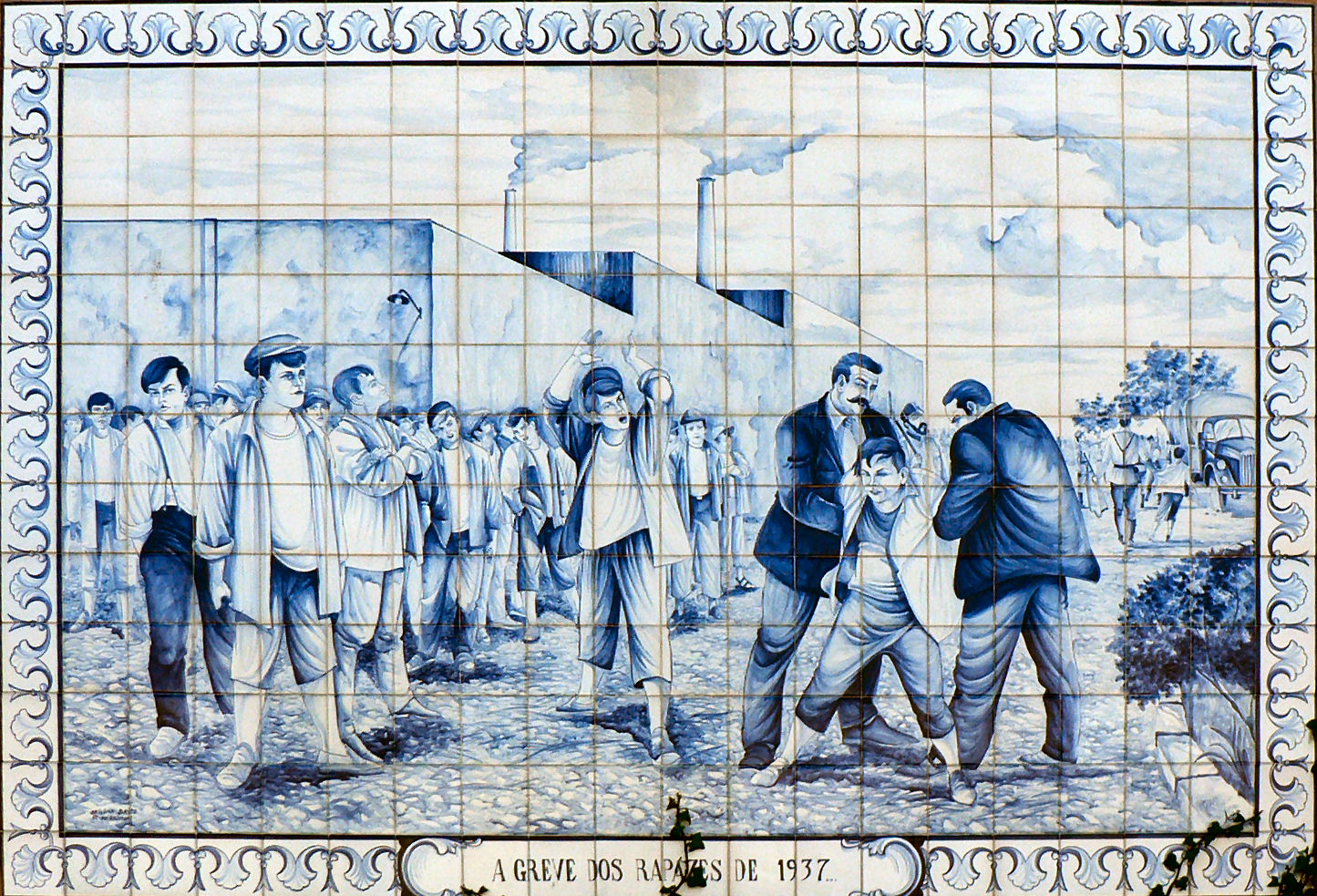
A Greve dos Rapazes em 1937. Painel de azulejos existente na Quinta de São José em Sacavém.

Fábrica de Loiça de Sacavém foi uma célebre unidade industrial de produção cerâmica fundada em 1850 e situada na freguesia de Sacavém, tendo marcado profundamente o quotidiano da povoação e celebrizando-a, não apenas dentro de Portugal, como também fora dele – de tal forma que a frase «Sacavém é outra loiça!» se tornou o expoente máximo dessa fama.
Hoje em dia é sede do Museu de Sacavém.

## História
A fábrica situava-se na Quinta do Aranha, em Sacavém, junto da estação ferroviária, tendo chegado a ocupar, na sua época áurea, uma superfície de 70 000 m²; a essa implantação não era alheia a construção da Linha do Norte (inicialmente ligando Lisboa ao Carregado, com paragem em Sacavém), que viria a ser inaugurado em 1856, permitindo assim uma mais fácil expedição das mercadorias e matérias-primas. (Uma ligação ferroviária exclusiva para mercadorias ligou diretamente a fábrica ao Porto de Lisboa e Santa Apolónia até à década de 1990.)
A fábrica teria sido instituída em 1850 (pelo menos, assim o indicava um dos painéis de azulejos colocados à entrada da fábrica, e que foi visível até meados da década de 1990), por Manuel Joaquim Afonso; contudo esta data não se apresenta como consensual, pois parece só ter começado a laborar em 1856.
Nos anos em que esteve à frente da fábrica, Manuel Joaquim Afonso teve que fazer face a diversos problemas financeiros, pelo que entre 1861 e 1863 a fábrica acabou por ser vendida a um inglês, John Stott Howorth, que introduziu novas técnicas de produção oriundas do Reino Unido. Em poucos anos, a Fábrica da Loiça tornava-se numa das mais importantes em Portugal no ramo da produção cerâmica, destacando-se pela produção de faiança fina baseada no caulino (uma argila com alto grau de pureza); o sucesso alcançado é tal que o rei D. Luís I confere a Howorth título nobiliárquico (Barão de Howorth de Sacavém), e ainda o privilégio de a fábrica se poder intitular Real Fábrica de Loiça de Sacavém. Para além disso, nos últimos anos da sua vida, o rei-consorte D. Fernando II executou e pintou várias peças cerâmicas na Fábrica, dada a grande amizade que o unia ao Barão de Sacavém.
À data da sua morte, em 1893, já a louça de Sacavém se achava fortemente implantada no mercado, rivalizando por exemplo com a Vista Alegre, de Ílhavo; no ano seguinte a baronesa Howorth de Sacavém estabeleceu uma sociedade em comandita com o antigo guarda-livros da fábrica, James Gilman, a qual assegurará a administração da mesma até à morte da Baronesa, em 1909, altura em que Gilman assume sozinho o governo da empresa. Mantém-se a aposta na ligação estratégica ao mercado inglês, tanto ao nível da exportação do produto final, como da aquisição de novas tecnologias para a fábrica – em 1912, por exemplo, é inaugurado um forno-túnel com 8 metros de altura e 85 metros de comprimento, obra de dimensões colossais, e onde pela primeira vez se utilizou betão armado em Portugal.
A Fábrica de Loiça tornou-se numa das principais unidades fabris da cintura industrial da zona oriental de Lisboa (compreendida entre o Beato e Vila Franca de Xira), e o seu sucesso foi tal que conduziu ao aumento vertiginoso da população de Sacavém (que, por alturas da fundação da fábrica, teria pouco mais de 350 habitantes, tendo, porém, a partir de então aumentado a população da freguesia de uma forma constante e sustentada), sendo que em 1890, mais de metade dos quase 1890 habitantes da povoação tinham o seu emprego na Fábrica de Loiça. Muitos dos que aí trabalhavam eram oriundos de várias partes do País, que se deslocavam para a capital e zonas suburbanas na busca de melhores condições de vida.
Dessa forma, numa povoação fortemente terciarizada, não é de estranhar que a maior parte dos habitantes fosse adepta de doutrinas como o socialismo e o republicanismo, tendo-se desenvolvido fortemente o associativismo (é pelas mãos dos operários que nascem, por exemplo, a Cooperativa de Crédito e Consumo «A Sacavenense», no dia 31 de Janeiro de 1900, na comemoração dos nove anos da fracassada intentona republicana na cidade do Porto). Após o 5 de Outubro de 1910, e com o reconhecimento do direito à greve pelo Governo Provisório da República Portuguesa, sucedem-se as paralisações, tendo vários operários participado, por exemplo, nas greves de 1912, que forçaram o governo à detenção de algumas centenas de grevistas em vários fortes da cintura da capital, entre os quais o Forte de Sacavém. Nesse mesmo ano, formara-se o sindicato dos operários cerâmicos, havendo muitos filiados em Sacavém.
Não obstante, talvez pela sua gerência inglesa, a Fábrica de Loiça de Sacavém foi pioneira em certas medidas que denotam a existência de preocupações sociais da parte do patronato: a criação de uma escola dentro da fábrica, a existência de um caixa de socorros mútuos para os seus trabalhadores, o direito a férias remuneradas, e a instituição de campos de férias para os filhos dos trabalhadores da fábrica.
Nas primeiras décadas do século XX, o pintor Jorge Colaço executou na fábrica os azulejos para diversas das suas mais significativas obras: a Estação de São Bento, no Porto (1903), o Palace-Hotel do Buçaco, no Luso (1907), o Pavilhão dos Desportos, em Lisboa (1922), ou a Casa do Alentejo, também na capital.
Em 1921, com a morte de James Gilman, sucede-lhe à frente da fábrica o seu filho Raul Gilman, tendo como sócio um outro inglês, Herbert Gilbert.
A povoação continua a crescer, em grande parte devido à fábrica, de tal forma que em 1927, o governo de ditadura militar saída da Revolução Nacional de 28 de Maio de 1926 decide atribuir o estatuto de vila à povoação de Sacavém. 
Esse crescimento desta empresa fabril estende-se fora desta localidade, nomeadamente, associando-de à Fábrica Cerâmica do Carvalhinho, em Vila Nova de Gaia, e que era o decorador de interiores Dr. Fiel Viterbo o intermediário entre os seus sócios..
Ao mesmo tempo, porém, inicia a política de repressão aos trabalhadores, gente de espírito combativo e que não se revê na ditadura.
Dessa forma, não é de admirar as tentativas de paralisação levadas a cabo por operários da fábrica, contra o regime que se viria a estabelecer – o Salazarismo. Destaca-se a famosa «greve dos rapazes», em 1937, em que os aprendizes da Fábrica de Loiça acabaram por ser detidos pela G. N. R., seguindo-se uma vigília das suas mães e esposas, e uma dura repressão por parte da PIDE. Nesta greve destacou-se a figura de António Ferreira, dito «O Compositor», sucessivas vezes preso pela polícia política, e que acabou por se tornar um herói da resistência antifascista.
Entretanto, em 1962 ascendia à administração o filho de Herbert Gilbert, Leland Gilbert, e em 1970, entrava-se na última fase de vida da fábrica, com o derradeiro dono, Clive Gilbert.
Após o 25 de Abril de 1974, a Fábrica de Loiça entra num conturbado período, tanto a nível laboral, como financeiro, que culminou com o assassinato do seu administrador. Em 6 de Dezembro de 1982, Diamantino Bernardo Monteiro Pereira, o administrador da fábrica, foi assassinado à saída da sua casa, em Almada, por uma rajada de metralhadora, num atentado perpetrado e reivindicado pelo grupo terrorista Forças Populares 25 de Abril.
Em 23 de Março de 1994, o Tribunal Cível da Comarca de Lisboa declarou a sua falência, fechando definitivamente as portas a 7 de Abril. A isto se seguiu a venda dos seus bens em hasta pública.
No local onde antes se erguera a Fábrica, nasceu uma nova urbanização (o Real Forte), tendo no entanto um pequeno espaço, situado em torno do forno n.º 18, sido destinado à preservação do espólio remanescente da antiga fábrica. Aí se instituiu o Museu de Cerâmica de Sacavém.